# Erika McEntarfer

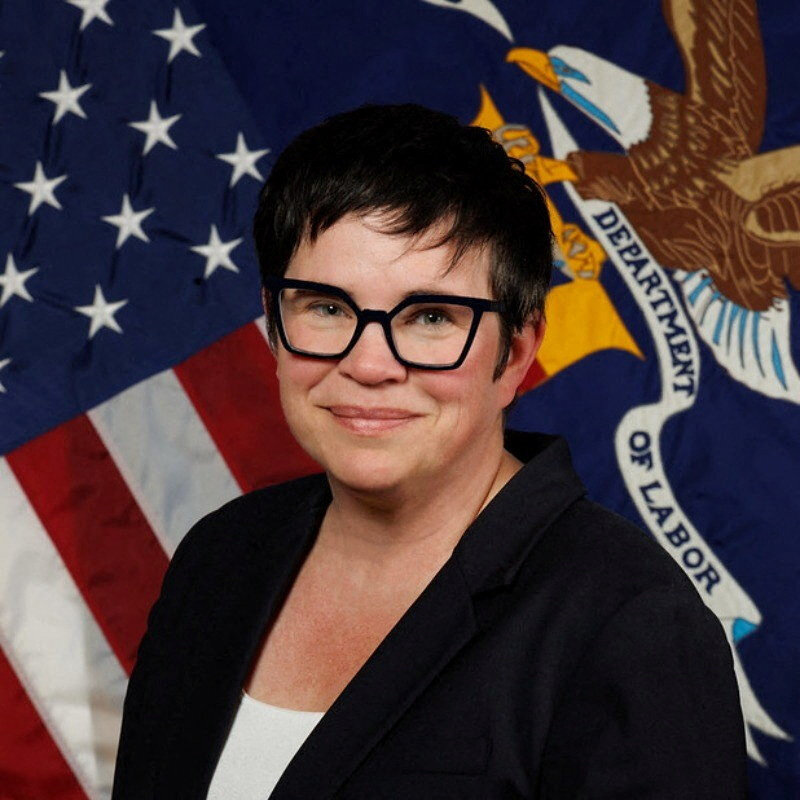
Erika McEntarfer (2024)

Erika McEntarfer (* Januar 1973) ist eine US-amerikanische Wirtschaftswissenschaftlerin. Von 2024 bis 2025 war sie Leiterin (Commissioner) des Büros für Arbeitsmarktstatistik (Bureau of Labor Statistics), einer Behörde der US-Bundesverwaltung.
Im Juli 2023 nominierte Präsident Joe Biden McEntarfer für das Amt. Sie wurde im Januar 2024 vom Senat bestätigt. Am 1. August 2025 entließ Präsident Donald Trump McEntarfer wenige Stunden nach der Veröffentlichung eines Arbeitsmarktberichts.

## Biographie
McEntarfer schloss ihr Studium am Bard College mit einem Bachelor-Abschluss in Sozialwissenschaften ab und promovierte an der Virginia Tech in Wirtschaftswissenschaften. Sie arbeitete im Büro für Steuerpolitik des Finanzministeriums, bevor sie als Ökonomin im Zentrum für Wirtschaftsstudien des Census Bureau tätig wurde. In der Biden-Regierung war McEntarfer als leitende Ökonomin im Council of Economic Advisers tätig.
Im Juli 2023 nominierte Präsident Biden sie als Leiterin des Büros für Arbeitsmarktstatistik. Sie wurde im Oktober vom Senatsausschuss für Gesundheit, Bildung, Arbeit und Renten und im Januar 2024 vom Senat mit 86:8 Stimmen als Nachfolgerin von William Beach bestätigt. In ihrer neuen Rolle beschloss McEntarfer aufgrund von Budgetbeschränkungen, die Stichprobengröße der Haushaltsumfrage im monatlichen Arbeitsmarktbericht um fünftausend Haushalte zu reduzieren. Nachdem das Arbeitsministerium festgestellt hatte, dass das Bureau of Labor Statistics sich „nicht ausreichend auf seinen Prozess zur Verbreitung sensibler Wirtschaftsinformationen konzentrierte“, leitete sie die Reaktion des Amtes auf die Überprüfung durch das Ministerium.
Am 1. August 2025 gab Präsident Trump bekannt, dass er seine Mitarbeiter angewiesen habe, McEntarfer zu entlassen. Wenige Stunden zuvor war der Arbeitsmarktbericht ihres Büros für den Juli 2025 veröffentlicht worden. Darin waren die Zahlen der neugeschaffenen Arbeitsplätze der beiden Vormonate nach unten korrigiert worden. Zudem lag die Zahl der im Juli neugeschaffenen Arbeitsplätze deutlich unter den Erwartungen. Trump warf McEntarfer ohne Beweise Inkompetenz und Hintergedanken vor. Sie habe während des Präsidentschaftswahlkampfs 2024 Beschäftigungszahlen gefälscht, um der demokratischen Kandidatin Kamala Harris zu helfen. Tatsächlich waren die Beschäftigungszahlen aber schon damals stark nach unten korrigiert worden. Auch die aktuellen Daten seien von ihr manipuliert worden, um ihn und die Republikaner zu diskreditieren.
Der stellvertretende Amtsleiter, William Wiatrowski, wurde zu ihrem vorläufigen Nachfolger ernannt.